# Mary Ann McSweeney
Pour les articles homonymes, voir McSweeney.
Mary Ann McSweeney, née le 27 avril 1962 à Santa Cruz en Californie, est une joueuse de contrebasse et compositrice américaine qui s'est surtout distinguée dans le domaine du jazz.

## Biographie
Mary Ann McSweeney naît le 27 avril 1962 à Santa Cruz en Californie.
Elle reçoit une éducation musicale classique; à l'âge de cinq ans, elle reçoit ses premières leçons de piano, à l'âge de huit ans, elle ajoute le violon. Adolescente, elle est d'abord apparue comme pianiste avant de passer à la basse électrique au collège et peu de temps après à la contrebasse. A l'âge de 16 ans, elle se produit au Monterey Jazz Festival dans un big band dirigé par Thad Jones et Mel Lewis. Elle étudie la musique au California State Northridge College à Los Angeles, où elle a  l'occasion de prendre des leçons avec Ray Brown. Plus tard, elle est l'élève de John Clayton. Un mentor important est Richie Beirach.
Pendant les années 1980, elle travaille dans les clubs de jazz de Los Angeles, mais aussi dans des festivals; de plus, elle est active en tant que musicienne de studio. En 1993, McSweeney s'installe à New York avec le tromboniste Mike Fahn (en), qu'elle épouse. Là, elle joue dans de nombreux spectacles de Broadway, joue dans des clubs avec Lynne Arriale (en), Dizzy Gillespie, Donny McCaslin, Rick Margitza, Diva et Jimmy Witherspoon et se produit également en Europe. Elle joue également de la musique classique dans des ensembles sous la direction de Leonard Bernstein, Lalo Schifrin ou John Williams. Elle dirige également ses propres groupes avec lesquels elle présente les albums Thoughts of You (2001) et Swept Away (2002), et a également joué dans les groupes de son mari (East and West). On peut également l'entendre sur les enregistrements de Claire Daly (en), Janette Mason et de Nana Simopoulos (de). 